# Dolichognatha pinheiral
Dolichognatha pinheiral là một loài nhện trong họ Tetragnathidae.
Loài này thuộc chi Dolichognatha. Dolichognatha pinheiral được miêu tả năm 2001 bởi Brescovit & Cunha.